# Joseph-Henri Merleaux-Ponty
Pour les articles homonymes, voir Merleau-Ponty.
Joseph-Henri Merleaux-Ponty (Rochefort, 5 décembre 1849 - Paris, 30 août 1902) est un officier de marine français.

## Biographie
Fils d'un entrepreneur de messageries, il entre à l'École navale en octobre 1865 et en sort major de promotion. Aspirant de 1re classe (octobre 1868), il embarque en escadre d'évolutions sur le Magenta en tant qu'aspirant de majorité et sert ensuite dans une campagne autour du monde sur la frégate Sibylle, campagne au cours de laquelle il est nommé enseigne de vaisseau (août 1870) et où il devient le second d'une prise prussienne attrapée vers les Açores.
En 1871, il devient lieutenant de la compagnie de débarquement sur la frégate cuirassée Savoie puis sert à la majorité générale à Rochefort avant d'être nommé officier de manœuvre de l'aviso à roues Travailleur (1872).
Il fait campagne en 1873 en Nouvelle-Calédonie sur le Rhin et suit les cours de l’École des défenses sous-marines de Boyardville dont il est chargé d'une escouade de marins torpilleurs et dont il sort breveté avec les félicitations du ministre pour son enseignement sur les torpilles.
Officier torpilleur sur la corvette cuirassée Reine Blanche en escadre d'évolutions (1875), il passe sur le croiseur Laplace à la station de Terre-Neuve où il s'occupe de l'école élémentaire du bord (1876-1877). Promu lieutenant de vaisseau (août 1877), il devient en 1878 secrétaire adjoint à la Commission supérieure des défenses sous-marines. Il y invente un indicateur électrique du nombre de tours des machines qui est essayé sur la Revanche et sur l'Héroïne.
Officier de manœuvre sur le cuirassé Provence à la division du Levant (1879), il y occupe aussi les fonctions d'officier d'ordonnance et de secrétaire de l'amiral de Pritzbuer.
En 1882, il sert comme secrétaire et aide de camp de l'amiral commandant la division d'instruction sur l'Alceste puis comme officier d'ordonnance du ministre tout en étant attaché au 2e bureau de l’État-major général. De 1883 à 1885, il commande l'aviso Élan et l’École de pilotage et obtient deux témoignages de satisfaction. Il est aussi envoyé au Service d'hydrologie pour y travailler à la révision du Manuel de pilotage.
Aide de camp du commandant en chef de l'escadre d'évolutions sur le Colbert (1886), il perfectionne un système de signaux de nuit à caractéristiques permanentes qui sera adopté en novembre 1887. En février 1888, il est de nouveau officier d'ordonnance du ministre et est attaché à la 1re section de l’État-major général.
Capitaine de frégate (février 1889), second du Marengo en escadre du Nord, l'amiral Gervais le choisit pour chef d'état-major à la division cuirassée du Nord (1891) puis comme aide de camp lorsqu'il devient chef d'état-major général (1892).
En 1893, il commande le croiseur Cosmao en Méditerranée orientale puis sert de nouveau avec Gervais en tant que chef d'état-major de l'escadre de réserve sur le Richelieu (1894-1895) puis, capitaine de vaisseau (mai 1895), sur le Brennus dans l'escadre de la Méditerranée.
En mars 1897, l'amiral Gustave Besnard, Ministre de la Marine, place le capitaine de vaisseau Merleaux-Ponty à la tête d'une commission chargée d'étudier l'implantation et d'élaborer les plans de l'arsenal de Bizerte.
Cette même année 1897, Joseph-Henri Merleaux-Ponty commande le cuirassé Marceau au Levant puis dirige l’École des torpilleurs et des électriciens sur ce navire. En février 1899, il est nommé commandant de la division navale de Tunisie et de la marine dans la Régence et est promu contre-amiral en janvier 1901.
Chef d'état-major de Gervais lors des grandes manœuvres de 1900, 1901 et 1902, il meurt soudainement le 30 août 1902.

## Récompenses et distinctions
- Chevalier (18 janvier 1881) puis Officier de la Légion d'honneur (10 juillet 1891).